# Морковь по-корейски

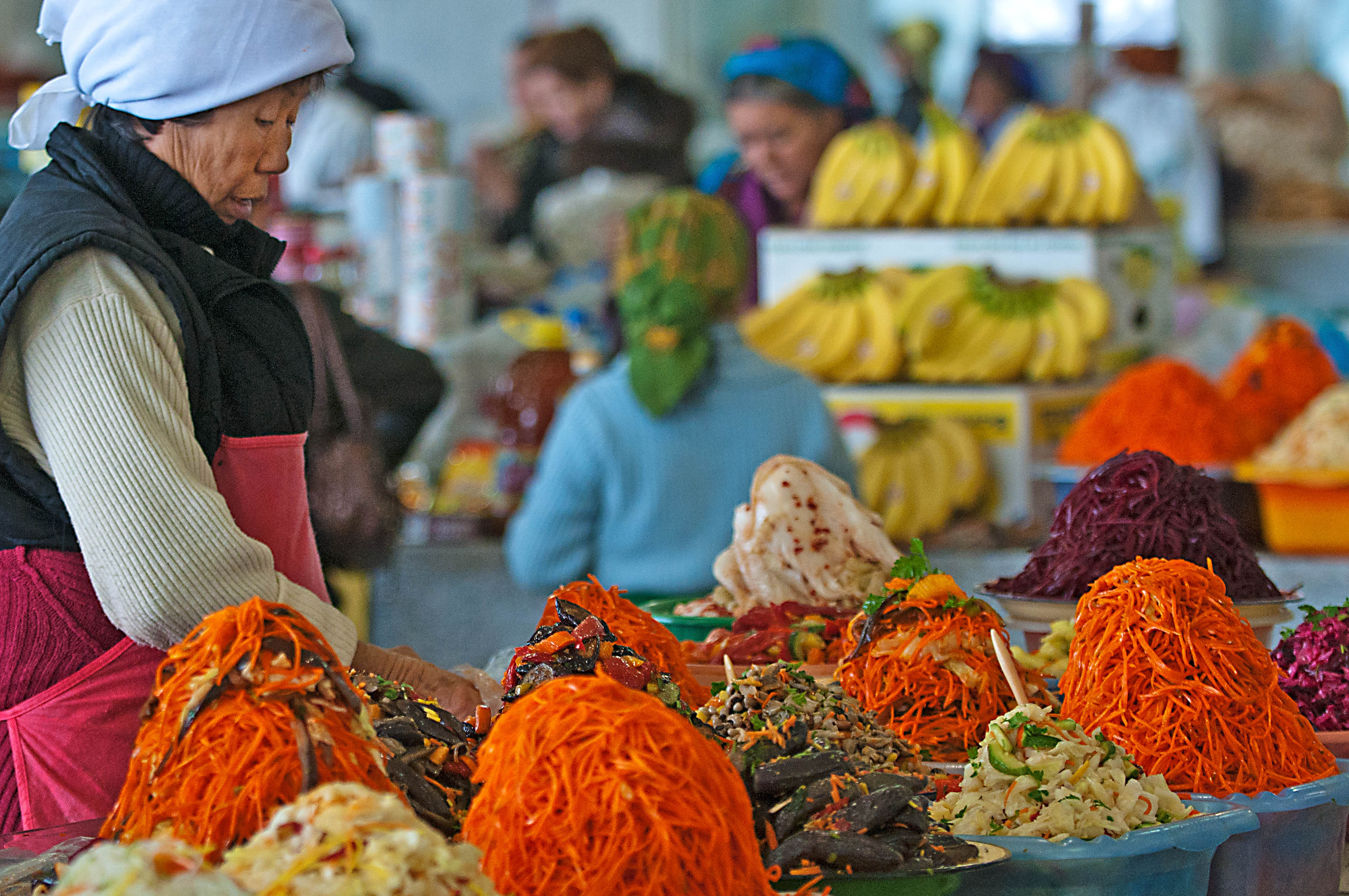
Продажа корейской моркови на ашхабадском рынке в Туркменистане

Морковь по-корейски (также морковча́, корё мар 마르코프차) — салат из нарезанной моркови (в виде тонкой и длинной соломки), чеснока, растительного масла и приправ (например кинзы). Морковь по-корейски обрела широкую популярность в СССР, сохраняющуюся во многих бывших республиках.
Блюдо было создано в качестве альтернативы одному из наиболее популярных панчханов, салату из корня ширококолокольчика 도라지 무침 (тораджи-мучхим; местное название «тароди» или «таради»), советскими корейцами, депортированными в 1937 году из пограничных районов Дальневосточного края в Казахстан и Узбекистан. Причиной появления стало отсутствие на новых местах проживания продуктов для приготовления корейских холодных закусок (панчханов).